# Алон (Ер и Лоар)
Алон (фр. Allonnes) насеље је и општина у централној Француској у региону Центар (регион), у департману Ер и Лоар која припада префектури Шартр.
По подацима из 2011. године у општини је живело 341 становника, а густина насељености је износила 33,27 становника/km². Општина се простире на површини од 10,25 km². Налази се на средњој надморској висини од 139 метара (максималној 154 m, а минималној 141 m).

## Демографија
| 1962. | 1968. | 1975. | 1982. | 1990. | 1999. | 2011. |
| ----- | ----- | ----- | ----- | ----- | ----- | ----- |
| 211   | 222   | 188   | 168   | 252   | 264   | 341   |

График промене броја становника у току последњих година